# Lekarz (obraz Luke’a Fildesa)
Lekarz (ang. The Doctor) – obraz olejny angielskiego malarza Luke’a Fildesa. Dzieło powstało w 1891, bezpośrednim impulsem do namalowania obrazu była śmierć starszego syna malarza, Phillipa, który zmarł rankiem w dniu Bożego Narodzenia 1877. Artysta starał się w ten sposób podziękować za opiekę i oddanie lekarzowi dziecka, doktorowi Gustavusowi Murrayowi. Obraz zakupił przemysłowiec Henry Tate, którego zbiory stały się zaczątkiem galerii sztuki The National Gallery of British Art – później przemianowanej na Tate Gallery (obecnie Tate Britain).

## Opis obrazu
Malarz przedstawił wnętrze ubogiego mieszkania, należącego do rodziny robotniczej. Na prowizorycznym posłaniu zbudowanym z dwóch nierównych krzeseł leży ciężko chore dziecko. Obok niego, z lewej strony, siedzi rosły mężczyzna o szlachetnych rysach twarzy – lekarz, który czuwa przy chorym i z uwagą wpatruje się w jego twarz. Elegancki ubiór lekarza i leżący na stole obok lampy naftowej cylinder kontrastują z prostotą wyposażenia wnętrza.
Na drugim planie, w cieniu, widoczni są rodzice dziecka. Matka siedzi przy stole, na którym opiera głowę, ma ręce złożone do modlitwy. Stojący obok ojciec opiera rękę na ramieniu żony i wpatruje się w twarz lekarza, oczekując na jego opinię.
Wnętrze pokoju jest ciemne, oświetla je jedynie lampa naftowa. Przez niewielkie okno wpadają do środka pierwsze promienie wschodzącego słońca.
Obraz jest namalowany w konwencji realistycznej, malarz przedstawił najdrobniejsze detale nędznego pomieszczenia. W jego pracowni powstał naturalnych rozmiarów model malowanego pokoju, a artysta wstawał przed świtem, by uchwycić moment, w którym pierwsze promienie słońca oświetlają ciemne wnętrze.

## Interpretacje i nawiązania
Dzieło Fildesa zdobyło popularność w wiktoriańskiej Anglii. Stało się symbolem heroizmu i szlachetnej pracy tych lekarzy, którzy bezinteresownie i z oddaniem potrafili zajmować się chorymi, bez względu na korzyści materialne. Obraz był reprodukowany w postaci rycin, pojawiał się na znaczkach i w komiksach w Stanach Zjednoczonych i Wielkiej Brytanii. American Medical Association wykorzystało obraz w kampanii o stworzenie społecznej opieki medycznej w USA.